# 習志野市立第六中学校
習志野市立第六中学校（ならしのしりつ だいろくちゅうがっこう）は、千葉県習志野市屋敷二丁目にある公立中学校。通称は「六中」。

## 沿革
- 1977年12月 - 習志野市立第二中学校より分離、習志野市立第六中学校として創立。

## 交通
- 京成本線京成大久保駅下車